# Artiža vas
Artiža vas este o localitate din comuna Ivančna Gorica, Slovenia, cu o populație de 26 de locuitori.